# 入山駅
入山駅（いりやまえき）は、北海道芦別市西芦別町にあった三井芦別鉄道の駅（停留場・廃駅）である。

## 歴史
- 1958年（昭和33年）1月20日 : 三井鉱山の停留場（旅客のみ取り扱い）として開業。
- 1960年（昭和35年）10月1日 : 三井芦別鉄道に移管。
- 1972年（昭和47年）6月1日 : 三井芦別鉄道線の旅客営業廃止。事実上休止駅となる。
- 1989年（平成元年）3月26日 : 廃止。

### 現在
入山駅と中の丘駅の間にある炭山川橋梁にはディーゼル機関車DD501が展示されており眺めることができる。

## 隣の駅
三井芦別鉄道
三井芦別鉄道線
三井芦別駅 - 入山停留場 - 中の丘駅